# عشيرة الجاف

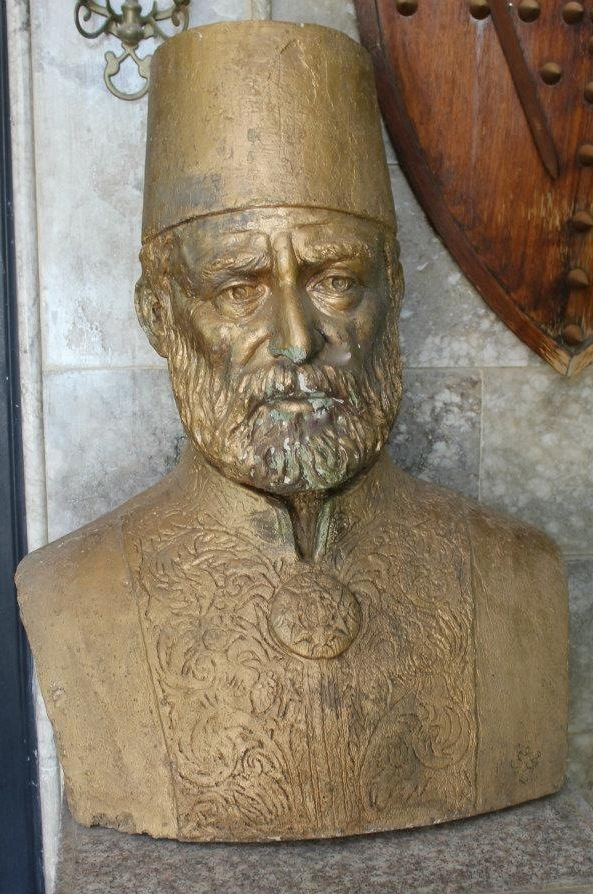
تمثال للملك محمد باشا الجاف

عشيرة الجاف (بالكردية: جاف، Caf‏) قبيلة كُرْدِيَّة تعيش في المناطق الحدودية بين إيران والعراق. وطنهم بين السليمانية إلى سنندج. تلتزم القبيلة في الغالب بالمذهب الشافعية مع العديد من أتباع النقشبندية والقادرية. نشأت في عام 1114 من قبل الملك الكردي زاهر بيج الجاف، وكان من القادة المهمين الآخرين محمد باشا الجاف وعديلة خانم وعثمان باشا الجاف ومحمود باشا الجاف، موطن أجدادهم هو قلعة شيروانة، منحتهم الإمبراطورية العثمانية اسم باشا وهو لقب نبيل في القرن الثامن عشر، هم أكبر قبيلة كردية في الشرق الأوسط مع ما يقرب 4 ملايين شخصاً. يتحدثون باللهجة الكردية السورانية. وحكموا إمارة أردلان حتى ستينيات القرن التاسع عشر.

## أماكن تواجد العشيرة

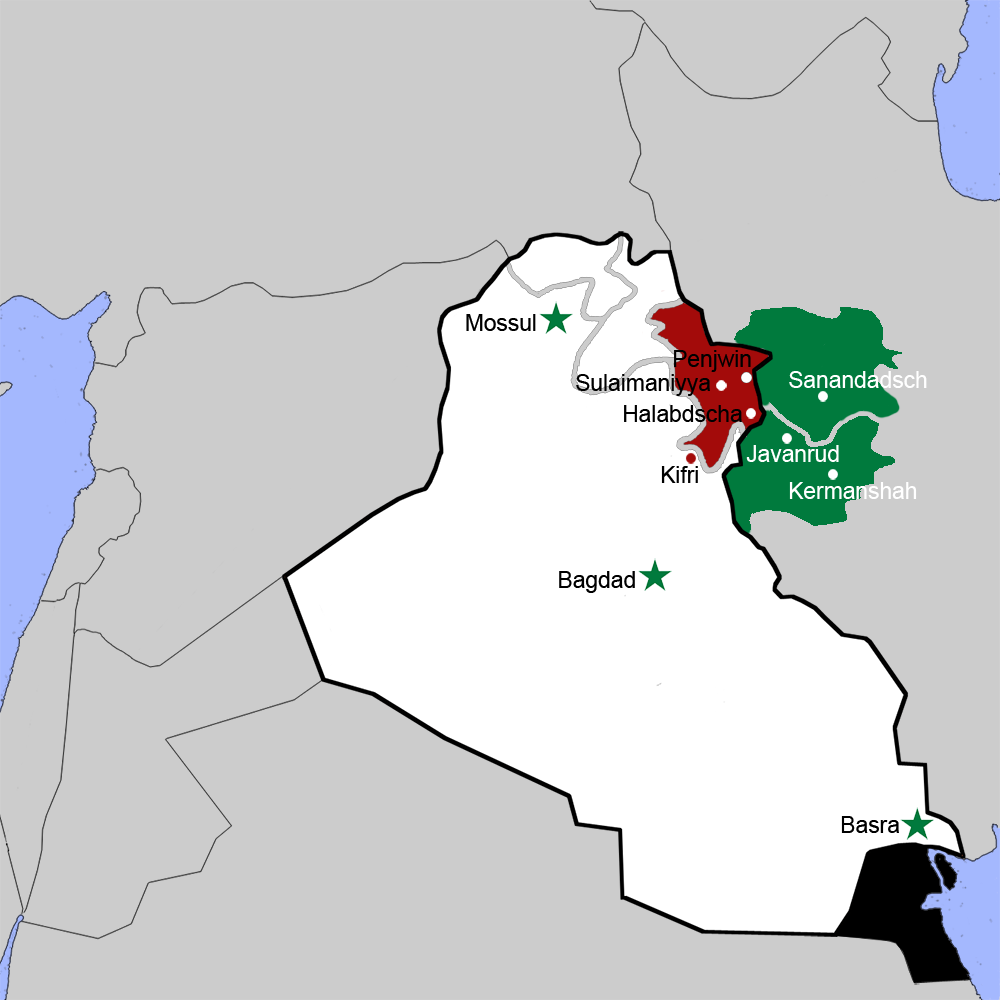
كان جاف الإيراني الأصل يقيم في فصل الشتاء في جافانرود وربعه الصيفي بالقرب من سنندج، كان جاف العراقي يقيم في فصل الشتاء بالقرب من كفري والصيفية حول بنجوين

تسكن قبيلة الجاف في المدن والبلدات التالية: حلبجة، كلار، السليمانية، رافانسار، سين، جوانرو، سيلاس باوكاني، كرمشان، خانقين.

## تاريخ العشيرة
بدأ الغرب علاقاته مع قبيلة جاف خلال الحرب العالمية الأولى، عندما أجرى إيلي بانيستر سوان اتصالات. بعد الحرب، عارضت القبيلة الشيخ محمود البرزنجي، وكذلك فشل بريطانيا العظمى في منح الأكراد الحكم الذاتي في العراق. وفي بداية القرن العشرين، سيطرت القبيلة على تسع مساحة العراق وسيطرت على نظام الاتصالات في البلاد. في عام 1933، كان هناك حوالي 100.000 بندقية في أيدي القبيلة، مقابل 15.000 فقط في العراق المؤسس حديثًا. خلال هذه الفترة استقرت القبيلة.

## شخصيات المشهورة في العشيرة

### القادة والسياسيين
- محمد باشا الجاف، من مواليد عام 1714، ملك كردي والزعيم الأعلى لعشيرة الجاف، بنى قلعة شيروانة في عام 1734.
- عثمان باشا الجاف، من مواليد عام 1846، ملك كردي وكان زعيم للعشيرة ايضاً، ومتزوج من عديلة خانم من عشيرة أردالان القديمة.[10]
- عديلة خانم، من مواليد عام 1847، أطلق عليها البريطانيون أميرة الشجعان، تزوجت الملك الكردي عثمان باشا الجاف، وكانت مشهورة وتحديداً في عهد الشيخ محمود حفيد.
- أحمد مختار الجاف، من مواليد عام 1898، كان عضواً في البرلمان العراقي ورئيس بلدية حلبجة.
- نوزاد داود بك جاف (المعروف أيضًا باسم نوزاد داود فتاح الجاف)، رئيس بنك شمال العراق وزعيم قبيلة الجاف.[11][12][13]
- أكرم حميد الجاف، من مواليد عام 1929، وزير الزراعة في العراق عامي (1965-1967) سفير العراق في إيطاليا في 2004-2008.

- هانا الجاف، من مواليد عام 1986، نائبة في وزارة الهجرة في الحزب الثوري المؤسسي في المكسيك.[14][15][16]

### الفنانين والشعراء والمطربين
- نالي الشهرزوري، من مواليد عام 1798، شاعر ساهم في اللغة السورانية الأدبية في جنوب كردستان.[17]

- أل بجي جاف، من مواليد عام 1493، شاعر مولود في شارازور، وكتب الشعر باللهجة الغورانية.[18]

- عبد الله غوران، من مواليد عام 1904، العراب للـ الأدب الكردي الحديث.

- تارا جاف، من مواليد عام 1958، مغنية وموسيقية متخصصة في القيثارة.[19]

### العلماء والأكاديميين
- فريدون بيجلاري (مواليد 1970)، عالم آثار وأمين متحف.[20]